# Campionatul Mondial de Scrimă din 1997
Campionatul Mondial de Scrimă din 1997 s-a desfășurat în perioadă 14–19 iulie la Cape Town în Africa de Sud. 719 de scrimerii au participat.

## Rezultate

### Masculin
| Probă                 | Aur                                                                     | Argint                                                                          | Bronz                                                                    |
| Spadă la individual   | Éric Srecki (FRA)                                                       | Pavel Kolobkov (RUS)                                                            | Robert Andrzejuk (POL) · Robert Leroux (FRA)                             |
| Spadă pe echipe       | Cuba Nelson Loyola Iván Trevejo Perez Carlos Pedroso                    | Germania Arnd Schmitt Michael Flegler Mark Steifensand Elmar Borrmann           | Italia Angelo Mazzoni Sandro Cuomo Alfredo Rota Maurizio Randazzo        |
| Floretă la individual | Serhii Holubîțkîi (UKR)                                                 | Kim Young-ho (KOR)                                                              | Wang Haibin (CHN) · Lionel Plumenail (FRA)                               |
| Floretă pe echipe     | Franța Lionel Plumenail Olivier Lambert Franck Boidin Laurent Bel       | Cuba Rolando Tuckers Leon Oscar García Pérez Elvis Gregory Gil Ignacio González | Italia Daniele Crosta Alessandro Puccini Stefano Cerioni Salvatore Sanzo |
| Sabie la individual   | Stanislav Pozdniakov (RUS)                                              | Luigi Tarantino (ITA)                                                           | Rafał Sznajder (POL) · Damien Touya (FRA)                                |
| Sabie pe echipe       | Franța Damien Touya Jean-Philippe Daurelle Gaël Touya Matthieu Gourdain | Rusia Stanislav Pozdniakov Serghei Șarikov Grigori Kirienko Aleksandr Șirșov    | Ungaria Domonkos Ferjancsik József Navarrete György Boros Csaba Köves    |

### Feminin
| Probă                 | Aur                                                                               | Argint                                                             | Bronz                                                                             |
| Spadă la individual   | Mirayda García Soto (CUB)                                                         | Zuleydis Ortíz Puente (CUB)                                        | Taymi Chappe (SPA) · Gyöngyi Szalay (HUN)                                         |
| Spadă pe echipe       | Ungaria Gyöngyi Szalay Mariann Horváth Tímea Nagy Hajnalka Király Marina Várkonyi | Germania Imke Duplitzer Claudia Bokel Katja Nass Eva-Maria Ittner  | Franța Laura Flessel-Colovic Sophie Moressée-Pichot Valérie Barlois Elsa Girardot |
| Floretă la individual | Giovanna Trillini (ITA)                                                           | Sabine Bau (GER)                                                   | Diana Bianchedi (ITA) · Monika Weber (GER)                                        |
| Floretă pe echipe     | Italia Giovanna Trillini Diana Bianchedi Valentina Vezzali Annamaria Giacometti   | România · Laura Badea · Reka Szabo · Roxana Scarlat · Mioara David | Germania Sabine Bau Monika Weber Rita Koenig Gesine Schiel                        |

## Clasament pe medalii
| Loc | Țară          | Aur | Argint | Bronz | Total |
| --- | ------------- | --- | ------ | ----- | ----- |
| 1   | Franța        | 3   | 0      | 4     | 7     |
| 2   | Italia        | 2   | 1      | 3     | 6     |
| 3   | Cuba          | 2   | 2      | 0     | 4     |
| 4   | Rusia         | 1   | 2      | 0     | 3     |
| 5   | Ungaria       | 1   | 0      | 2     | 2     |
| 6   | Ucraina       | 1   | 0      | 0     | 1     |
| 7   | Germania      | 0   | 3      | 2     | 5     |
| 8   | România       | 0   | 1      | 0     | 1     |
| 8   | Coreea de Sud | 0   | 1      | 0     | 1     |
| 10  | Polonia       | 0   | 0      | 2     | 2     |
| 11  | China         | 0   | 0      | 1     | 1     |
| 11  | Spania        | 0   | 0      | 1     | 1     |